# Hidaka (Hokkaidō)
Pour les articles homonymes, voir Hidaka.
Hidaka (日高町, Hidaka-chō) est un bourg du district de Saru, situé dans la sous-préfecture de Hidaka, sur l'île de Hokkaidō, au Japon.

## Géographie
Le bourg de Hidaka a la particularité d'être coupé en deux depuis l'intégration en 2006 de l'ancien bourg de Monbetsu, séparé de Hidaka par le bourg de Biratori.

### Démographie
Au 31 mars 2015, la population de Hidaka s'élevait à 12 822 habitants répartis sur une superficie de 992,11 km2.

### Climat
| Mois                                             | jan.       | fév.       | mars       | avril      | mai     | juin      | jui.      | août      | sep.      | oct.      | nov.       | déc.       | année      |
| ------------------------------------------------ | ---------- | ---------- | ---------- | ---------- | ------- | --------- | --------- | --------- | --------- | --------- | ---------- | ---------- | ---------- |
| Température minimale moyenne (°C)                | −13,6      | −13,4      | −8         | −1,4       | 4,7     | 10,4      | 15,4      | 15,9      | 10,7      | 3,2       | −2,7       | −9,7       | 0,9        |
| Température moyenne (°C)                         | −7,6       | −6,8       | −2,1       | 4,3        | 11      | 15,6      | 19,5      | 20,2      | 15,6      | 8,6       | 1,9        | −4,8       | 6,3        |
| Température maximale moyenne (°C)                | −2,5       | −1,4       | 3          | 10,3       | 17,5    | 21,6      | 24,8      | 25,5      | 21,5      | 14,6      | 6,6        | −0,3       | 11,7       |
| Record de froid (°C) date du record              | −25,3 1986 | −27,8 2010 | −21,8 1988 | −15,6 1978 | −4 2016 | 0 1981    | 5,5 1979  | 6,6 1980  | −0,4 1981 | −5,1 1983 | −15,2 1998 | −21,7 1985 | −27,8 2010 |
| Record de chaleur (°C) date du record            | 7,7 2009   | 13 2010    | 17,7 2008  | 24,9 2015  | 32 2019 | 34,4 2014 | 35,8 2021 | 35,5 1978 | 32 2012   | 25 2019   | 19,3 2004  | 11,8 1992  | 35,8 2021  |
| Ensoleillement (h)                               | 68         | 78         | 106,8      | 146,8      | 181,2   | 169,3     | 142       | 146       | 136       | 117,5     | 63,8       | 51,7       | 1 403      |
| Précipitations (mm)                              | 45,4       | 41,3       | 69,3       | 100,4      | 115,2   | 77,5      | 140,3     | 224,1     | 164,4     | 136       | 122,9      | 73,9       | 1 324,3    |
| dont neige (cm)                                  | 121        | 106        | 95         | 27         | 0       | 0         | 0         | 0         | 0         | 0         | 25         | 109        | 495        |
| Nombre de jours avec précipitations              | 11,1       | 11,4       | 13         | 13,3       | 12      | 8,7       | 11        | 12,1      | 12,5      | 13,8      | 14,9       | 13,3       | 148,6      |
| dont nombre de jours avec précipitations ≥ 10 mm | 1,2        | 0,7        | 1,8        | 3,1        | 3,6     | 2,7       | 4,7       | 5,7       | 4,9       | 4,6       | 4,3        | 2,2        | 40,3       |
| Nombre de jours avec neige                       | 13,2       | 13,2       | 12,2       | 3,8        | 0       | 0         | 0         | 0         | 0         | 0,1       | 3,1        | 13,4       | 60,8       |

| Diagramme climatique                                  |               |         |               |              |              |               |               |               |            |              |              |
| J                                                     | F             | M       | A             | M            | J            | J             | A             | S             | O          | N            | D            |
| −2,5−13,645,4                                         | −1,4−13,441,3 | 3−869,3 | 10,3−1,4100,4 | 17,54,7115,2 | 21,610,477,5 | 24,815,4140,3 | 25,515,9224,1 | 21,510,7164,4 | 14,63,2136 | 6,6−2,7122,9 | −0,3−9,773,9 |
| Moyennes : • Temp. maxi et mini °C • Précipitation mm |               |         |               |              |              |               |               |               |            |              |              |